# Villa Cantaert

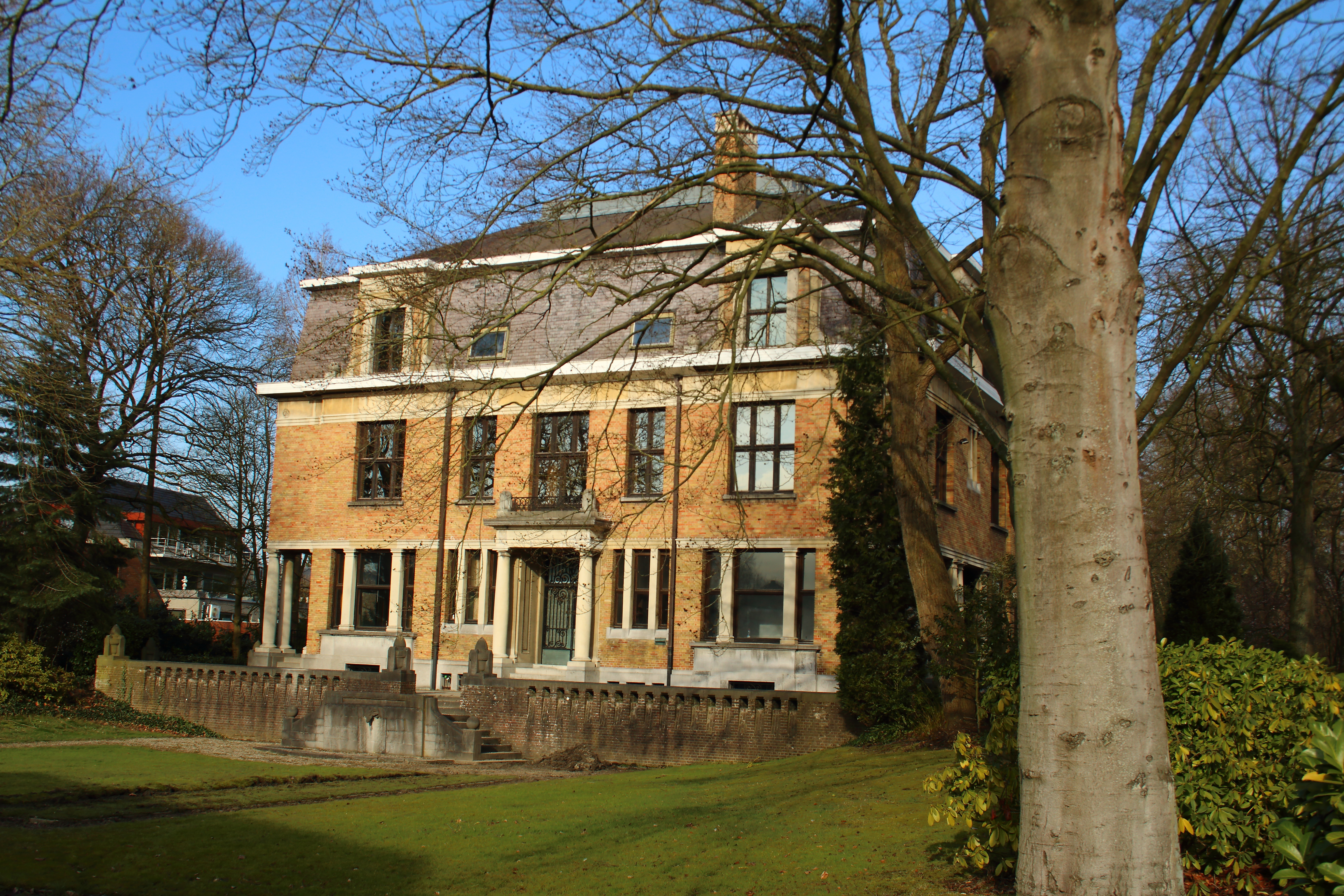
Villa Cantaert

Villa Cantaert is een Art deco-villa aan de Bruggenhoek langs de Bettelhovebeek in de Belgische stad Zottegem. De villa met tuin werd ontworpen door architect André Claessens (1904-1960) voor industrieel Paul Cantaert (wiens zoon Jacques Cantaert in 1938 een modernistische villa liet bouwen verderop op de Bruggenhoek 44). Villa Cantaert werd rond 1925 gebouwd op de plek waar zich vroeger een dorpsvijver bevond om het waterpeil van de grachten rond het Egmontkasteel te regelen. De villa werd afgewerkt in 1929. De (buiten neoclassicistisch aandoende) villa werd binnen uitgevoerd in Art deco  met onder andere een bovenlicht bij de trappenhal, een smeedijzeren trap, smeedijzeren hekken met spiraalmotieven, wandschilderingen in de gang tussen de salons. De firma ‘Genet et Michon’ uit Parijs zorgde voor de  art decoluchters; de NV ‘Vanderborght Frères’ uit Brussel ontwierp de binnenhuisinrichting, waarvoor de elementen per spoor naar Zottegem vervoerd werden. Bij de villa hoort een neoclassicistisch tuinprieel met Toscaanse zuilen en een tuin in interbellumstijl met een vijver. De villa met tuin is sinds 1997 als monument beschermd. Sinds 2018 huisvest de Villa Cantaert het advocatenkantoor De Mulder & Verfaillie . In november 2018 werden er opnames gemaakt voor de televisieserie 'Over water' van Tom Lenaerts en Paul Baeten Gronda voor productiehuis Panenka. In 2019 werden er scènes gedraaid voor 'Red Sandra' van Jan Verheyen. In april 2021 werden er opnames gemaakt voor de Iers-Belgisch-Canadese productie 'Hidden Assets' , in januari 2023 voor de Streamz-misdaadreeks 'Styx', in oktober 2024 voor de Streamz-reeks 'Jaren van Lood'.

## Afbeeldingen

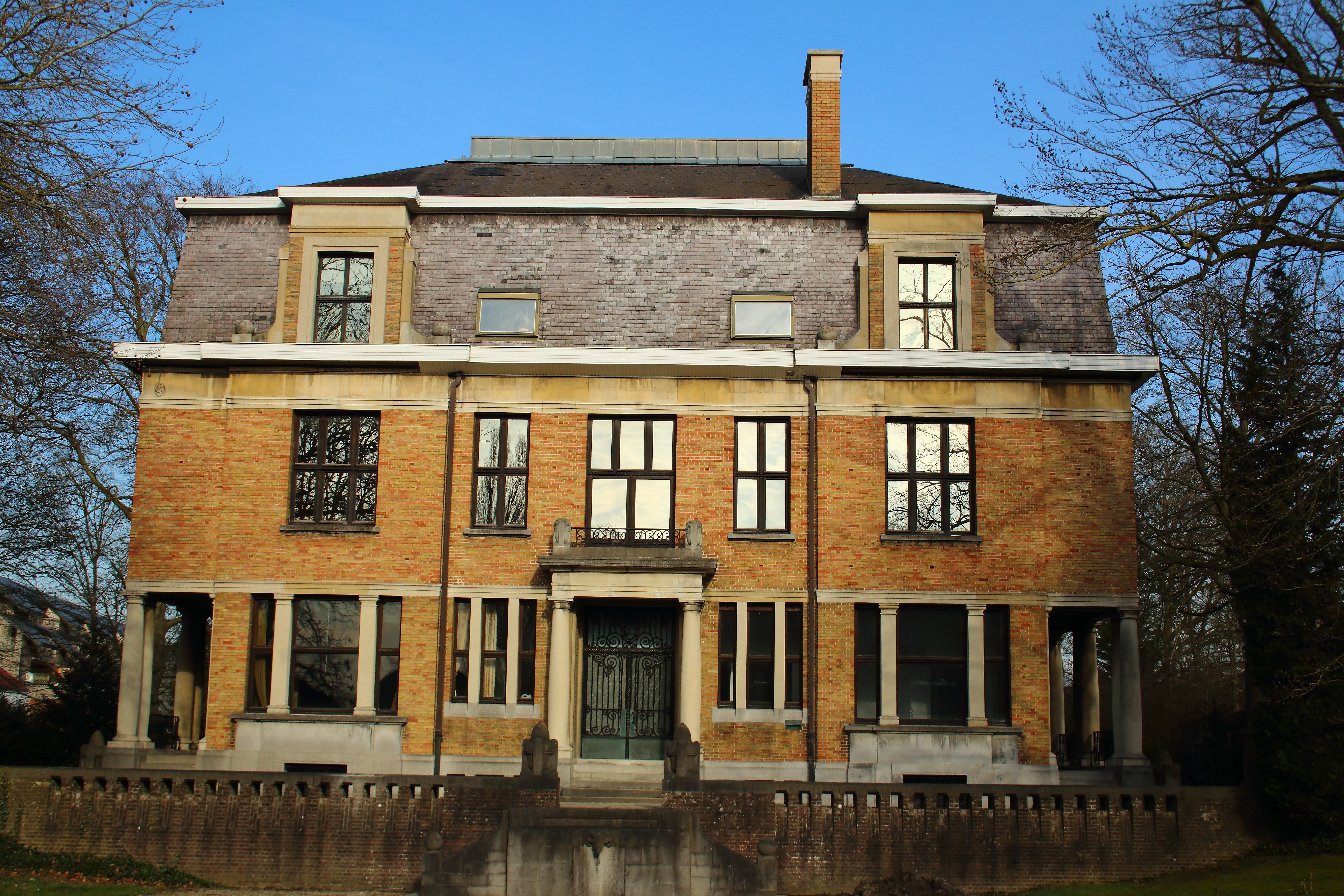
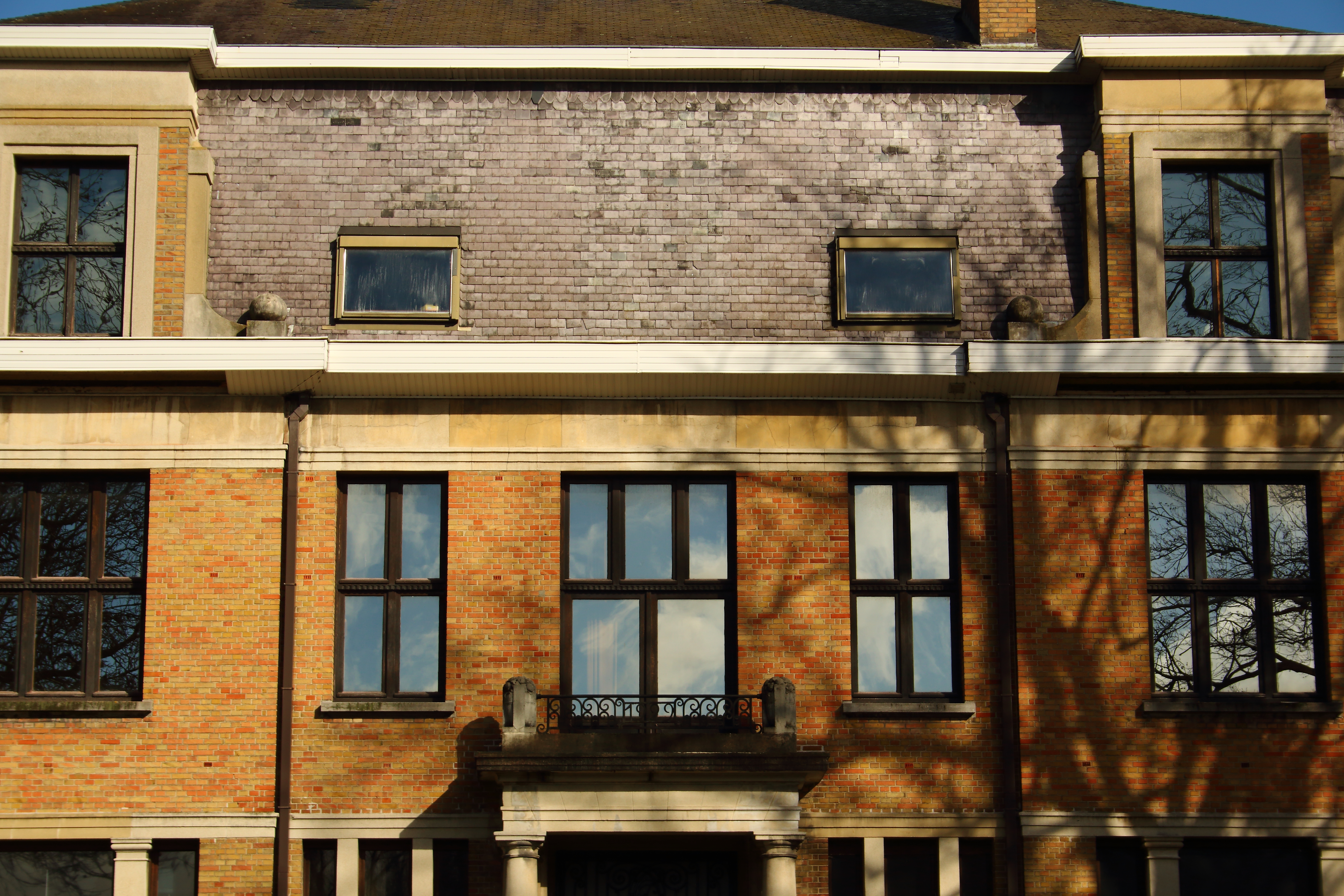
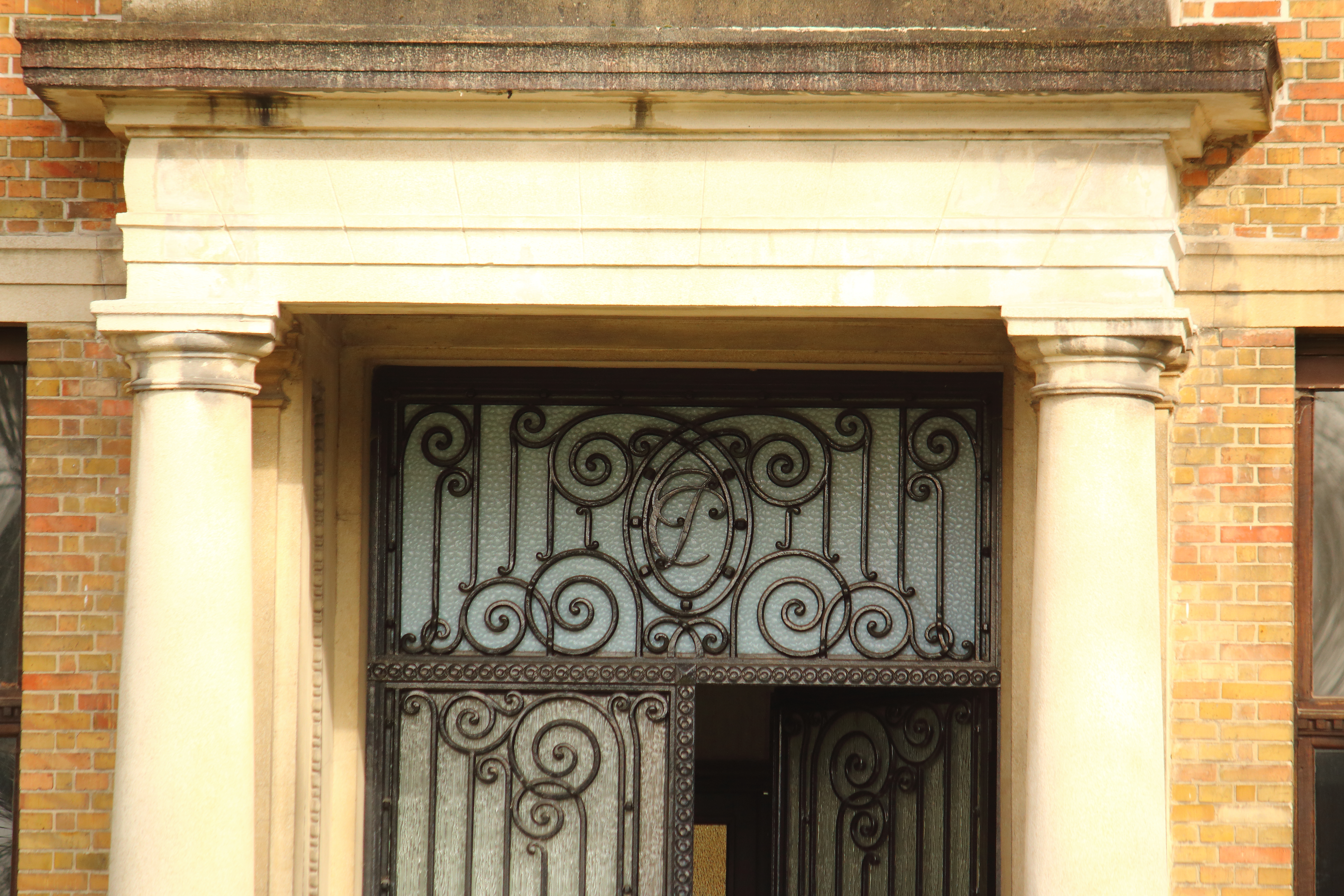
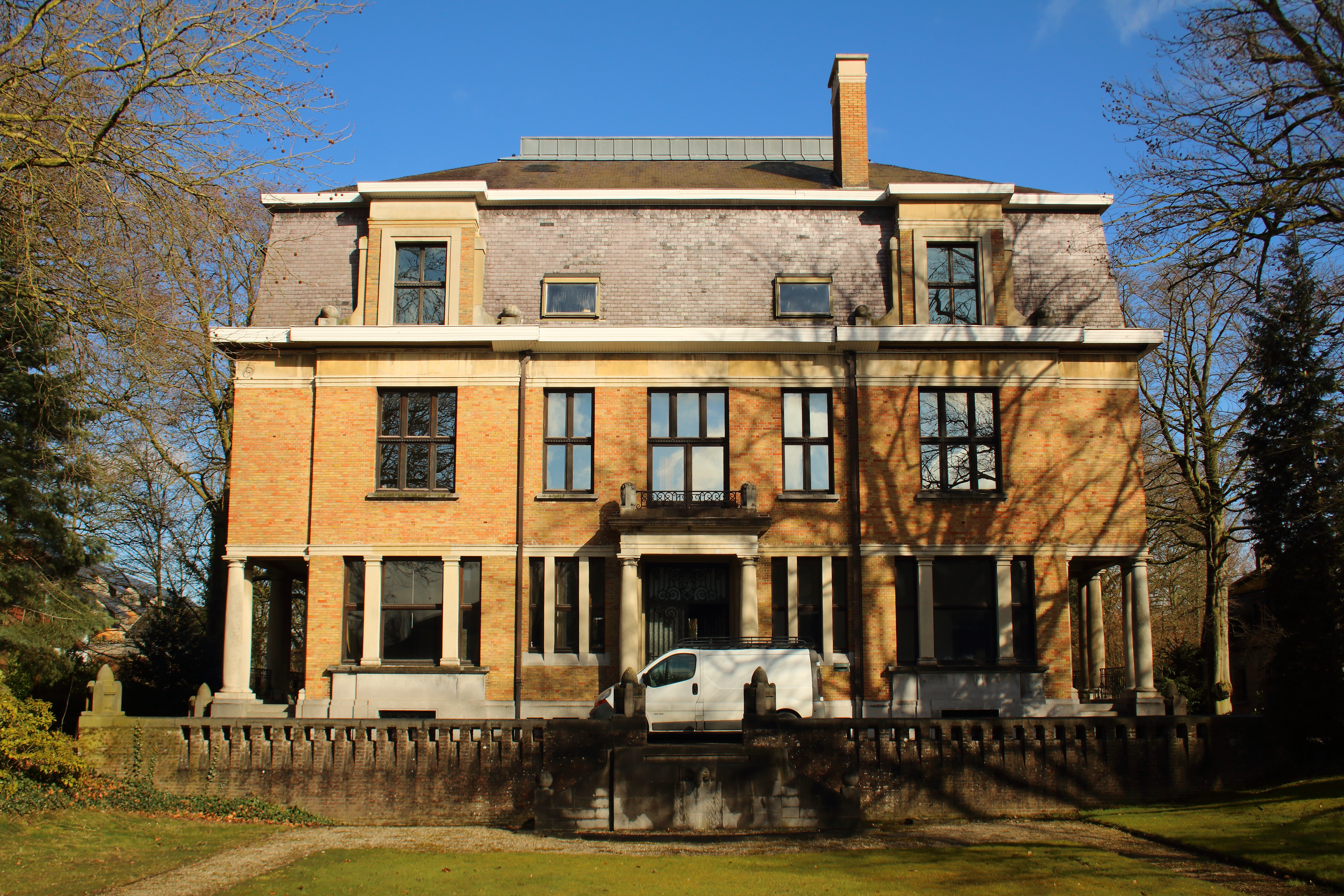
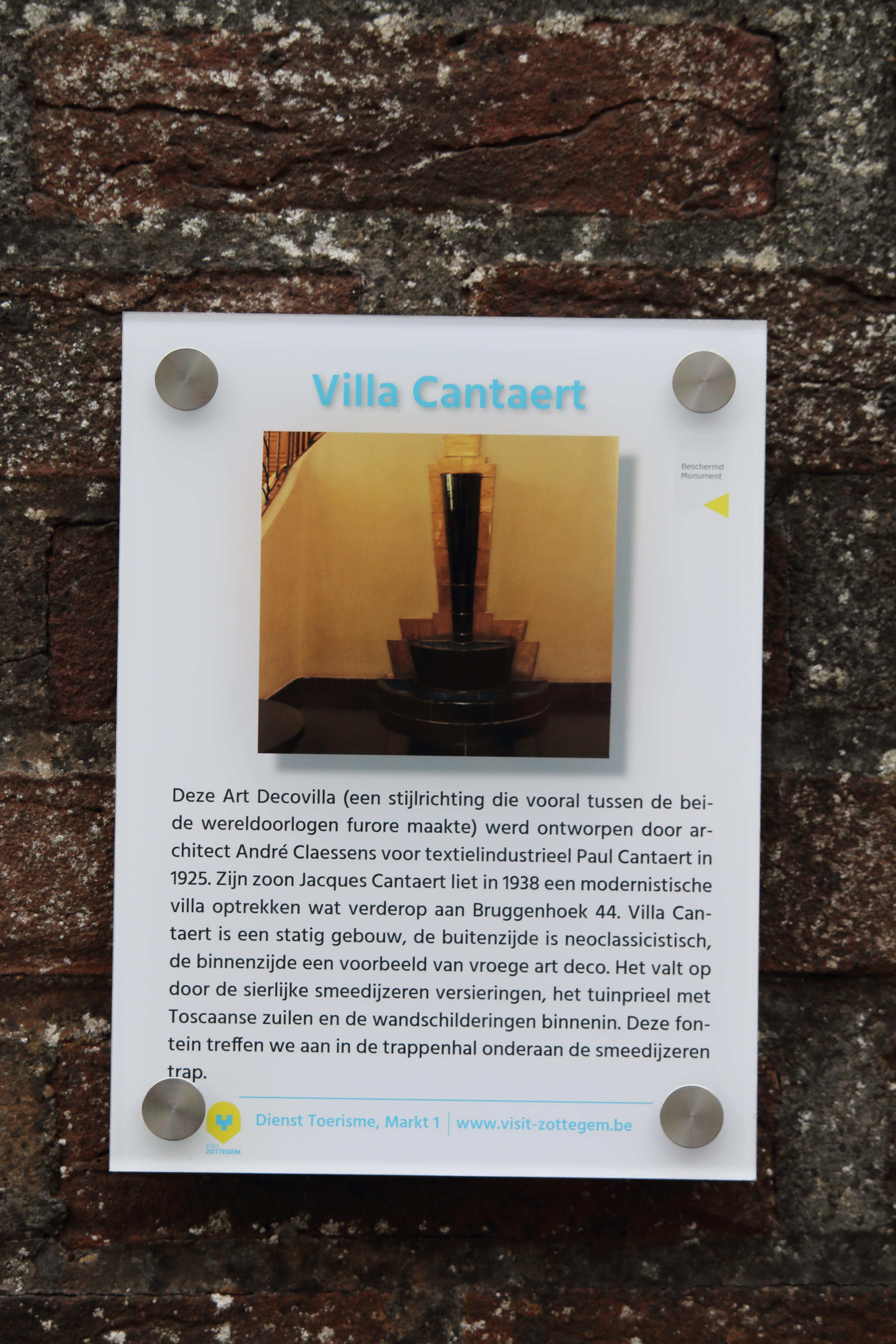